# Turraea thouarsiana
Turraea thouarsiana är en tvåhjärtbladig växtart som först beskrevs av Henri Ernest Baillon, och fick sitt nu gällande namn av Cavaco & Keraudren. Turraea thouarsiana ingår i släktet Turraea och familjen Meliaceae. Inga underarter finns listade i Catalogue of Life.